# Kremenica (Serbia)
Kremenica (cyr. Кременица) – wieś w Serbii, w okręgu pirockim, w gminie Bela Palanka. W 2011 roku liczyła 13 mieszkańców.